# 濚湾鎮駅
濚湾鎮駅（えいわんちんえき）は、中華人民共和国湖南省長沙市岳麓区にある長沙地下鉄2号線の駅である。

## 駅構造
- 島式ホーム1面

## 駅周辺
- 長沙第四医院
- 岳麓山、岳麓書院
- 湖南大学
- 湖南師範大学[4]
- 新一佳
- 通程商業広場